# Marco Kana
Marco Kana (Kinsasa, 8 de agosto de 2002) es un futbolista belga de origen congoleño. Juega de defensa y su equipo es el R. S. C. Anderlecht de la Primera División de Bélgica. Representa a Bélgica a nivel internacional.

## Trayectoria
Formado en las inferiores del Anderlecht, Kana ya formaba parte del equipo sub-18 del club a los 15 años. En la temporada 2019-20 fue promovido al primer equipo. Fue aquí bajo las instrucciones de Vincent Kompany que Kana comenzó a jugar de defensa. Debutó profesionalmente el 4 de agosto de 2019 en el empate a cero ante el Mouscron, y anotó su primer gol el 20 de octubre en la victoria por 4-1 sobre el Sint-Truidense. Renovó su contrato con el club hasta 2023 en junio de 2020.

## Selección nacional
Kana nació en el Congo-Kinsasa, y se mudó con su familia a Bélgica a temprana edad. Es internacional en categorías inferiores con la selección de Bélgica desde 2018.

## Estadísticas
Actualizado al último partido disputado el 1 de mayo de 2025.
| Club                          | Div.          | Temporada     | Liga  | Liga  | Copas nacionales | Copas nacionales | Copas internacionales | Copas internacionales | Total | Total |
| Club                          | Div.          | Temporada     | Part. | Goles | Part.            | Goles            | Part.                 | Goles                 | Part. | Goles |
| ----------------------------- | ------------- | ------------- | ----- | ----- | ---------------- | ---------------- | --------------------- | --------------------- | ----- | ----- |
| R. S. C. Anderlecht · Bélgica | 1.ª           | 2019-20       | 15    | 1     | 2                | 0                | —                     | —                     | 17    | 1     |
| R. S. C. Anderlecht · Bélgica | 1.ª           | 2020-21       | 8     | 0     | 2                | 0                | —                     | —                     | 10    | 0     |
| R. S. C. Anderlecht · Bélgica | 1.ª           | 2021-22       | 10    | 0     | 2                | 0                | 1                     | 0                     | 13    | 0     |
| R. S. C. Anderlecht · Bélgica | 1.ª           | 2022-23       | 9     | 0     | 0                | 0                | 7                     | 0                     | 16    | 0     |
| R. S. C. Anderlecht · Bélgica | 1.ª           | 2023-24       | 2     | 0     | ―                | ―                | ―                     | ―                     | 2     | 0     |
| K. V. Kortrijk · Bélgica      | 1.ª           | 2023-24       | 20    | 0     | 2                | 0                | ―                     | ―                     | 22    | 0     |
| K. V. Kortrijk · Bélgica      | Total club    | Total club    | 20    | 0     | 2                | 0                | 0                     | 0                     | 22    | 0     |
| RSCA Futures · Bélgica        | 2.ª           | 2024-25       | 11    | 0     | ―                | ―                | ―                     | ―                     | 11    | 0     |
| RSCA Futures · Bélgica        | Total club    | Total club    | 11    | 0     | 0                | 0                | 0                     | 0                     | 11    | 0     |
| R. S. C. Anderlecht · Bélgica | 1.ª           | 2024-25       | 1     | 0     | 0                | 0                | 0                     | 0                     | 1     | 0     |
| R. S. C. Anderlecht · Bélgica | Total club    | Total club    | 45    | 1     | 6                | 0                | 8                     | 0                     | 59    | 1     |
| Total carrera                 | Total carrera | Total carrera | 76    | 1     | 8                | 0                | 8                     | 0                     | 92    | 1     |
| 1. 2.                         |               |               |       |       |                  |                  |                       |                       |       |       |